# علامات تجارية سعودية
بعد سيطرة العلامات التجارية الأجنبية التي غزت المنطقة لسنوات طويلة، بدأت اليوم العلامات التجارية السعودية تنافس بقوة وتحتل المراكز الأهم في السوق العربي.العلامات التجارية السعودية حققت نجاحات وإنجازات مهمة في تعزيز دورها وبقائها وتنافسيتها وتفوق بعضها على علامات تجارية عالمية، وحقق حضوراً في الأسواق فاق مثيلاتها من العلامات التجارية الأجنبية.

## النفط
ارامكو السعودية، رسميًا شركة الزيت العربية السعودية هي شركة سعودية وطنية تعمل في مجالات النفط والغاز الطبيعي والبتروكيماويات والأعمال المتعلقة بها من تنقيب وإنتاج وتكرير وتوزيع وشحن وتسويق، وهي شركة عالمية متكاملة تم تأميمها عام 2016، ويقع مقرها الرئيسي في الظهران. وتعد أكبر شركة في العالم من حيث القيمة السوقية حيث بلغت قيمتها السوقية 781 مليار في عام 2015، [4] و 7 تريليون دولار في عام 2010 طبقاً لتقدير صحيفة فاينانشال تايمز.[5] فيما رجحت مجلة اكسبلوريشن قيمة أرامكو السوقية في عام 2015 بحوالي 10 تريليون دولار.[6]

## البتروكيماويات
الشركة السعودية للصناعات الأساسية (وتعرف أكثر باسمها المختصر سابك "SABIC") والماخوذ من اختصار اسمها (بالإنجليزية: Saudi Basic Industries Corporation) ماخوذة أيضاً من السبك وهي الإتقان في اللغة العربية كما ذكر الدكتور غازي القصيبي، وهي واحدة من الشركات العالمية الرائدة في صناعة الكيماويات المتخصصة، والبلاستيكيات المبتكرة، والأسمدة، والبوليمرات، والمعادن.
الشركة السعودية العالمية للبتروكيماويات وتعرف اختصارا سبكيم شركة سعودية مدرجة في السوق المالية السعودية. وقد تأسست هذه الشركة في 22/12/1999م برأس مال يبلغ حالياً 3.3 مليار ريال سعودي. تستثمر سبكيم بشكل نشط في الصناعات البتروكيماوية والكيماوية.
المجموعة السعودية للاستثمار الصناعي هي شركة مساهمة سعودية، تأسست في الرياض بتاريخ العاشر من شعبان عام 1416 هـ الموافق الأول من يناير عام 1996 , يبلغ رأس مال المجموعة اليوم أربعة مليارات ونصف مليار ريال، تم إدراج أسهم الشركة في السوق المالية السعودية في فبراير من عام 2004.
شركة الأسمدة العربية السعودية «سافكو» هي شركة مساهمة سعودية، تأسست بتاريخ الحادي عشر من جمادى الأولى عام 1385 هـ الموافق عام 1965، برأس مال قدره 100 مليون ريال سعودي، مقسم بين الدولة والقطاع الخاص حيث تمتلك الدولة 51 % من رأس المال و 49 % للقطاع الخاص.
شركة المتقدمة للبتروكيماويات هي شركة مساهمة سعودية، تأسست كشركة مساهمة عامة في السابع والعشرين من شعبان عام 1426 هـ الموافق الأول من أكتوبر عام 2005 لإنشاء مجمع صناعي بمدينة الجبيل الصناعية لإنتاج مادة البولي بروبلين والبروبين منزوع الماء وبطاقة، وبإنتاجية سنوية قدرها 450000 طن من مادة البولي بروبلين.
شركة التصنيع الوطنية (TASNEE)هي شركة مساهمة سعودية، تأسست الشركة عام 1405 هـ الموافق 1985 , كأول شركة تصنيع مساهمة ومملوكة بالكامل للقطاع الخاص، وتقوم شركة التصنيع بإنشاء وإدارة وتشغيل وتملك المشاريع الصناعية البتروكيماوية والكيماوية والبلاستيكية والهندسية والمعدنية والخدمات الصناعية وتسويق منتجاتها.
شركة الصحراء للبتروكيماويات هي شركة مساهمة سعودية، تأسست بتاريخ التاسع عشر من جمادى الأولى عام 1425 هـ الموافق السابع من أبريل عام 2004 برأس مال قدره مليار وخمسمائة مليون ريال.
شركة اللجين هي شركة مساهمة سعودية، تأسست شركة اللجين في عام 1991 بمدينة جدة في المملكة العربية السعودية، يبلغ رأسمال الشركة الحالي 692 مليون ريال سعودي.
شركة رابغ للتكرير والبتروكيماويات بترو رابغ هي شركة مساهمة سعودية، تأسست يوم التاسع عشر من سبتمبر عام 2005، يبلغ رأس مال الشركة ثمانية مليارات وسبعمئة وستين مليون ريال سعودي.
شركة نماء للكيماويات هي شركة مساهمة سعودية، تعمل في قطاع صناعة الكيماويات والبتروكيماويات، كما تعمل الشركة على امتلاك وإقامة المشاريع الصناعية وخاصة في مجال الصناعات الكيماوية والبتروكيماوية وتشغيل وإدارة المصانع التي تنشئها وتقديم الدعم الفني والصيانة لها في المملكة العربية السعودية وخارجها.
كيمانول شركة كيمائيات الميثانول مقرها السعودية، أنشئت عام 1989 على أيدي سعوديين وخليجيين. تنشط الشركة في إنتاج مادة الفورمالدهيد ومشتقاتها ومحسنات الخرسانة وتستخدم ماده الميثانول كماده لقيم أساسية في جميع عملياتها الإنتاجية.
```
الشركة الوطنية للبتروكيماويات
 (بتروكيم) تأسست في تاريخ بتاريخ 8 ربيع الأول 1429هـ الموافق 3 مارس 2008م كشركة مساهمة بموجب سجل تجاري رقم 1010246363 بناءً على القرار رقم (79/ق) الصادر من وزير التجارة بتاريخ 03/03/1429هـ (الموافق 11/03/2008م) بإعلان تأسيس الشركة وبرأسمال قدره 2,200,000,000 ريال سعودي مقسمة إلى 220,000,000 سهم. في عام 2009م تم رفع رأسمال الشركة إلى 4.8 مليون ريال سعودي عن طريق اكتتاب المجموعة السعودية للاستثمار الصناعي بما مجموعه 20 مليون سهم وطرح ماتبقى من الأسهم والبالغة 240 مليون للاكتتاب العام.
```

## قطاع المصارف
بنك الأهلي  (بالإنجليزية: National Commercial Bank)
يعد البنك الأهلي التجاري من أعرق البنوك السعودية وأولها نشأة حيث بدأ البنك نشاطه في مدينة جدة بأمر الملك عبد العزيز بن عبد الرحمن آل سعود في 1953.
وبلغ رأسمال البنك عند تأسيسه 30 مليون ريال سعودي ما يعادل حوالي 8 ملايين دولار. واليوم البنك الأهلي هو أكبر بنك في العالم العربي.
بنك ساب (بالإنجليزية: Sabb) بنك ساب هو واحد من أكبر المؤسسات المتخصصة في الخدمات المصرفية والمالية في العالم، إذ يبلغ عدد فروعه ومكاتبه أكثر من 10.000 فرع ومكتب تنتشر في 83 بلداً في مختلف أنحاء أوروبا وجنوب شرق آسيا والأمريكتين والشرق الأوسط وأفريقيا.
لبنك السعودي الفرنسي
تأسس البنك السعودي الفرنسي، كشركة مساهمة سعودية، بموجب المرسوم الملكي رقم م/ 23 الصادر بتاريخ 4 يونيو 1977م.[1]
سامبا (بالإنجليزية: Samba ) يُعد سامبا البنك الأول والرائد في تقديم الخدمات والحلول البنكية الجديدة والمتطورة في السعودية.ويعتبر بنك سامبا من أفضل البنوك في السعودية وايضا في الشرق الأوسط. تمتلك سامبا 72 فرعا في السعودية و 28 في باكستان وفرع واحد في لندن ودبي وقطر.
بنك الراجحي (بالإنجليزية: al rajhi bank ) يحكم المصرف في تعاملاته المصرفية والاستثمارية أحكام وضوابط الشريعة الإسلامية..يمتلك المصرف اكـبر شبكة فروع في السعودية 470 فرعا، في عام 2006م دخل السوق الماليزي ووصل عدد فروعه 19،  في عام 2010م دخل السوق الكويتي يوجد له فرع واحد فقط، وفي عام 2011م دخل السوق الأردني ووصل عدد فروعه 3.
البنك العربي الوطني هو شركة مساهمة سعودية، وهو ضمن الشركات المدرجة في السوق المالية السعودية (تداول)، ويعد البنك واحد من أكبر 10 بنوك في الشرق الأوسط، تأسس عام 1979
بنك الرياض نسخة محفوظة 12 نوفمبر 2021 على موقع واي باك مشين. أحد أكبر المؤسسات المالية العريقة في السعودية، تأسس بنك الرياض كشركة مساهمة سعودية بناء على موافقة المقام السامي وبموجب قرار مجلس الوزراء رقم 91 الصادر في غرة جمادى الأولى 1377 هـ (الموافق 23 نوفمبر 1957) ويزاول البنك نشاطه بموجب السجل التجاري رقم 1010001054 بتاريخ 25 ربيع الآخر 1377 هـ (الموافق 18 نوفمبر 1957) وتعتبر حكومة المملكة العربية السعودية أكبر المساهمين بالبنك.
بنك البلاد هو مصرف سعودي إسلامي تأسس بموجب المرسوم الملكي 48/ م بتاريخ 21/9/1425هـ الموافق 4 نوفمبر 2004 برأس مال 6 مليارات ريال سعودي[1]. تم رفع رأس مال بنك البلاد من 3 مليارات إلى 5 مليارات في 2013 ليرتفع رأس المال بنسبة 33 بالمئة، وذلك عن طريق منح أسهم مجانية لحاملي الأسهم بحيث يتم منح سهم لكل حامل ثلاثة أسهم[2].
البنك العربي أسسه عبد الحميد شومان [2] في القدس، فلسطين عام 1930، ابتدأ بسبعة من حملة الأسهم بقيمة 15,000 جنيه فلسطيني، وبعد أكثر من 70 عاماً أصبح البنك مؤسسة عالمية وأحد أضخم المصارف العربية بأصول بلغت سنة 2005 27.31 مليار دولار فيما بلغت الأرباح الصافية 618مليون دولار لتسعة أشهر الأولى من 2016. وتنتشر فروعه اليوم في خمس قارات حول العالم. وقد وصلت الأرباح الصافية إلى 618مليون دولار في تسعة أشهر الأولى لسنة 2016.[3]
البنك الأول، سابقاً (البنك السعودي الهولندي)، هو أول بنك في المملكة يوفر المنتجات والخدمات المالية للشركات الرائدة في المملكة، بدءاً من الشركات الكبرى وحتى الشركات الصغيرة السريعة النمو. كما يعمل البنك على بناء سمعة قوية في مجال مصرفية الأفراد.
تأسس البنك السعودي للاستثمار (بالإنجليزية: The Saudi Investment Bank أو SAIB) كشركة مساهمة سعودية، بموجب المرسوم الملكي رقم م/31 بتاريخ 25 جمادى الثاني 1396هـ (الموافق 23 حزيران/يونيو 1976م) في المملكة العربية السعودية إلا أنّ نشاطه الفعلي بدأ في آذار/مارس 1977م.[2]
تأسس بنك الجزيرة كشركة مساهمة سعودية مسجلة في المملكة العربية السعودية بموجب المرسوم الملكي رقم 46/م الصادر بتاريخ 12 جمادى الثانية 1395 هـ (21 يونيو 1975م). وقد بدأ البنك أعماله بتاريخ 16 شوال 1396 هـ (9 أكتوبر 1976م) بعد أن استحوذ على فروع بنك باكستان الوطني في المملكة العربية السعودية. يعمل البنك بموجب السجل التجاري رقم 4030010523 الصادر في جدة بتاريخ 29 رجب 1396 هـ (27 يوليو 1976م).
مصرف الإنماء هو مصرف سعودي يمارس الأعمال المصرفية ومقره الرئيسي مدينة الرياض، ويعتبر أحدث بنك سعودي حيث بدأ عمله في 2008.[3]

## قطاع التجزئة
اكسترا (بالإنجليزية: Extra  ) يعد متجر اكسترا أسرع متاجر الأجهزة الإلكترونية والمنزلية نمواً في المملكة خلال أقل من 10 سنين من تأسيسها عام 2003.سجلت اكسترا نمو غير مسبوق وصولاً إلى 19 متجر منتشرة في مختلف مدن المملكة.طورت اكسترا استراتيجيتها لتحقيق هدفها في أن تحتل مكان الصدارة في سوق الأجهزة الإلكترونية والمنزلية في الشرق الأوسط بحلول عام 2020.
العثيم (بالإنجليزية: Othaim) العثيم أحد أهم الشركات الرائدة في مجال صناعة الأسواق المركزية وجملة المستهلك وإنشاء المجمعات التجارية ونشاط الاستثمار العقاري ومراكز الترفيه. وقد استمرت الشركة في تقديم تجربة تسويقية جيدة من خلال الأسعار المنافسة جداً، والخدمات المتميزة والجودة.
شركة عبد الصمد القرشي (بالإنجليزية: Abdul Samad Al Qurashi) نشأت شركة عبد الصمد القرشي في عام 1932م لبيع العود والعنبر والعطور، تضم أكثر من 10 آلاف منتج، وتمتلك شركة عبد الصمد القرشي سلسلة محلات تتكون من 145 محل في دول الخليج والأردن ولبنان ومصر وليبيا والمغرب وتركيا إضافة إلى باريس ولندن. وتمتلك 12 مصنع.
العربية للعود (بالإنجليزية: Arabian oud) نشأت شركة العربية للعود عام 1982م لبيع العطور المستخلصة من العود العربي والأزهار ومن دهن العود ومخلطات العود بالإضافة إلى الكريمات المستخلصة من الأعشاب الطبيعية ومن العود.تمتلك العربية للعود سلسلة محلات تتكون من 500 محل عطور أيضا تملك فروع في أوروبا في لندن وباريس.
ساكو (بالإنجليزية: SACO ) شركة تعتمد على بيع الاثاث والاجهزه والادوات الكهربائية الخاصة بالمنازل.وصل عدد فروع ساكو 21 فرع، وعدد الموظفين 1500 موظف.
بنده (بالإنجليزية: Panda ) تقوم بنده بإدارة وتشغيل سلسلة تحتوي على أكثرمن 129 سوبر ماركت وهايبر ماركت داخل السعودية كما تضم أكثر من 14000 الف موظف، دخلت شركة بنده دولة الإمارات العربية المتحدة وفتحت أول فرع لها في دبي.
الحكير (بالإنجليزية: alhokair) تقوم شركة الحكير في تجارة الجملة والتجزئة في الملابس الجاهزة والأحذية لعدد من الماركات العالمية.بلغ عدد متاجرها عام 1436 متجر.
مكتبة جرير (بالإنجليزية: Jarir Bookstore) تعتبر مكتبة جرير واحدة من أهم سلاسل المكتبات في السعودية ودول الخليج. تملك مكتبة جرير 39 فرعاً على مستوى السعودية، ومبيعات قدرها 4 ملايين ريال يوميا و 1200 موظف. يوجد فروع لمكتبة جرير في دول الخليج.
مكتبة العبيكان (بالإنجليزية: obeikan) مكتبة العبيكان متخصصة في مجال طباعة ونشر الكتب بكافة اختصاصاتها وترجمة كتب لأهم المؤلفين العالميين. واليوم تعد الشركة من أوائل الشركات في المملكة المتخصصة بنشر المعرفة على مستوى الشرق الأوسط في مجال بيع الكتب العربية والأجنبية مع ترجمتها، تقوم الشركة بترجمة ما يزيد عن 300 كتاب سنوياً.

## قطاع الزراعة والصناعات الغذائية
هرفي (بالإنجليزية: Herfy) تعمل الشركة في مجال تشغيل مطاعم الوجبات السريعة، وإنتاج وبيع منتجات المخابز اللحوم، تملك مطعم هرفي 212 فرع في السعودية ودول الخليج وتملك 4000 موظف.
شاورمر (بالإنجليزية: Shawarmer ) مطعم متخصص في الشاورما. وصل عدد فروع شاورمر إلى أكثر من 70 فرع شاورمر.
البيك (بالإنجليزية: albaik) اشتهر بتقديم وجبة الدجاج المقلي مع البطاطا المقلية والمعروفة باسم بروست ورخص سعره ويصل عدد فروعها حاليا الي 44 فرعا.
كودو (بالإنجليزية: Kudu) تعمل الشركة في مجال تشغيل مطاعم الوجبات السريعة ويبلغ عدد فروعها 162 فرعاً في مختلف مناطق السعودية ودول الخليج وعدة فروع في السودان والأردن واليمن وفي خطه تهدف للتوسع والانتشار عالميا.
باجة (بالإنجليزية: baja) شركة باجة أحد أهم الشركات الرائدة في إنتاج المكسرات والقهوة بمختلف أصنافها وأنواعها فهي تقوم باستيراد وتصنيع وتعبئة وبيع المكسرات والقهوة يبلغ عدد فروعها أكثر من 40 فرع في السعودية والكويت.
المراعي (بالإنجليزية: almarai) شركة المراعي أكبر شركة في العالم للالبان وتعمل المراعي في مجالات أخرى مثل الزراعة، ومنتجات الألبان، وتوزيع المواد الغذائية، والعصائر، وحليب الأطفال، والدواجن وتعتبر من اقوى العلامات التجارية العربية. من منتجاتها لوزين، سفن دايز، نيورالاك.
الصافي دانون (بالإنجليزية: alsafi danone) هي من اضخم الشركات السعودية المتخصصه في الالبان والعصائر والحلويات. من منتجاتها داناو، صافيو، أكتيميل، دانيت، أكتيفيا.
صافولا (بالإنجليزية: The Savola Group)شركة تُعد من أكبر شركات الصناعات الغذائية في العالم العربي متخصصة في الصناعات غذائية، الزيوت، السكر، المكرونة.بلغ عدد موضفينها 18,500 موظفاً وعاملاً.
قودي (بالإنجليزية: Goody) من أكبر الشركات السعودية في صناعة الاغذية متخصصة في صناعة الفول، التونا، التوابل، المايونيز، الصلصة وغيرها.
لونا (بالإنجليزية: luna) تعتبر الشركة الوطنية للصناعات الغذائية المحدودة هي الأولى في الحليب المبخر. كما أنها تعتبر الأولى في سوق الفول والبقوليات
نادك (بالإنجليزية: Nadec) واحدة من أكبر الشركات الزراعية في الشرق الأوسط وشمال أفريقيا. وهي تُعتبر أيضاً واحدة من أكبر شركات الألبان المتكاملة في العالم.تنتج الحليب والعصائر والحلويات والاجبان.
راني (بالإنجليزية: Rani) شركة متخصصة في صناعة العصائر من منتجاتها عصير راني وتصنع أيضا فيمتو، بربيكان.
شركة أبو الجدايل (بالإنجليزية: Abuljadayel Beverages) شركة متخصصه في صناعة العصائر الطبيعية ومشروبات الطاقة من منتجاتها عصير سيزر، مشروب الطاقة بايسن، بغزي، عصير كاديه
الربيع (بالإنجليزية: Alrabie) شركة متخصصة في صناعة العصائر.

## الصحة
مستشفى الحبيب (بالإنجليزية: al habib hospital) يعتبر مستشفيات سليمان الحبيب من أفضل المستشفيات في السعودية.يوجد فروع لمستشفى الحبيب في البحرين والإمارات العربية المتحدة.
مستشفى فقيه 
مستشفى الدكتور سليمان فقيه هو أحد المستشفيات الكبيرة بمحافظة جدة بمنطقة مكة المكرمة خارج مظلة وزارة الصحة.
مستشفى المملكة
مستشفى المملكة هو أحد المستشفيات الكبيرة بمدينة الرياض واحد افرع شركة المملكة القابضة.
مستشفى المركز الطبي الدولي
المركز الطبي الدولي (بالإنجليزية: International Medical Center) هو مستشفى خاص (ربحي) بمشاركة مع كليفلاند كلينك الأمريكية، بسعة 300 سرير ويضم كافة التخصصات. يقع في جدة بالمملكة العربية السعودية. وأفتتحه الملك عبد الله بن عبد العزيز آل سعود في 29 أكتوبر 2006 م الموافق 7 شوال 1427 هـ. بلغت تكلفة إنشاءه 500 مليون ريال. يديره وليد أحمد فتيحي.

## قطاع الاتصالات
شركة الاتصالات السعودية (بالإنجليزية: Saudi Telecom Company)، والمعروفة اختصاراً باسم إس تي سي (STC)، هي المشغل الأول لخدمات الاتصالات في السعودية. تأسست الشركة بموجب قرار مجلس الوزراء رقم 171 بتاريخ 9 سبتمبر 2002
مجموعة زين تأسست مجموعة الاتصالات المتنقلة «زين» في العام 1983 كأول مشغل لخدمات الاتصالات المتنقلة في منطقة الشرق الأوسط وأفريقيا، وهي الآن واحدة من أكبر شركات الاتصالات في المنطقة بقاعدة مشتركين تتجاوز 46.2 مليون مشترك (كما في نهاية مارس 2014).
شركة موبايلي تأسست في تاريخ 14 ديسمبر، 2004 كشركة مساهمة بعد فوزها برخصة الهاتف المحمول الثانية في السعودية برأس مال يبلغ خمسة مليارات ريال سعودي ويشارك فيها الجانب الإماراتي ممثلاً بمؤسسة الإمارات للاتصالات بنسبة 27% و 11% للتأمينات الاجتماعية والباقي لعامة المساهمين.
مجموعة ليبارا (بالإنجليزية: Lebara Group) تأسست في سنة 2001 يقع مقرها في لندن. وهي مشغل الاتصالات المتنقلة التي تقدم خدماتها في العديد من البلدان في أنحاء العالم في (أستراليا، الدنمارك، فرنسا، ألمانيا، هولندا، النرويج، إسبانيا، سويسرا، والمملكة المتحدة)، وقد تم اطلاق خدماتها في المملكة العربية السعودية عام 2014 وتستخدم شبكة موبايلي كمشغل افتراضي
مجموعة فيرجن البريطانية المحدودة هي رأس المال استثماري متنوع توصف في بعض الأحيان بالمنظمة التجارية أسسها ريتشارد برانسون الملياردير البريطاني مجالات الأعمال الأساسية هي السفر والترفيه وكان التأسيس في عام 1989 توجد فيرجن بجميع دول العالم وتتكون من أكثر من 400 شركة ومقره الشركة يوجد في لندن
شركة اتحاد عذيب للاتصالات هي ثاني شركة اتصالات تحصل على ترخيص من هيئة الاتصالات وتقنية المعلومات (CITC) لتأسيس شبكة خدمات الهاتف الثابت في المملكة العربية السعودية والتي تشمل تقديم خدمة الأنترنت عريض النطاق.

## الخدمات الأخرى
الخليج (بالإنجليزية: Khaleejco) شركة الخليج متخصصه في التدريب والتعليم وتقديم دورات تدريبية في مجال اللغة الإنجليزية وعلوم الحاسب، وتقنية المعلومات وعلوم الإدارة. تملك شركة الخليج أكثر من 40 فرع في السعودية أيضا لها فروع في دول الخليج